# Maki Ōdō

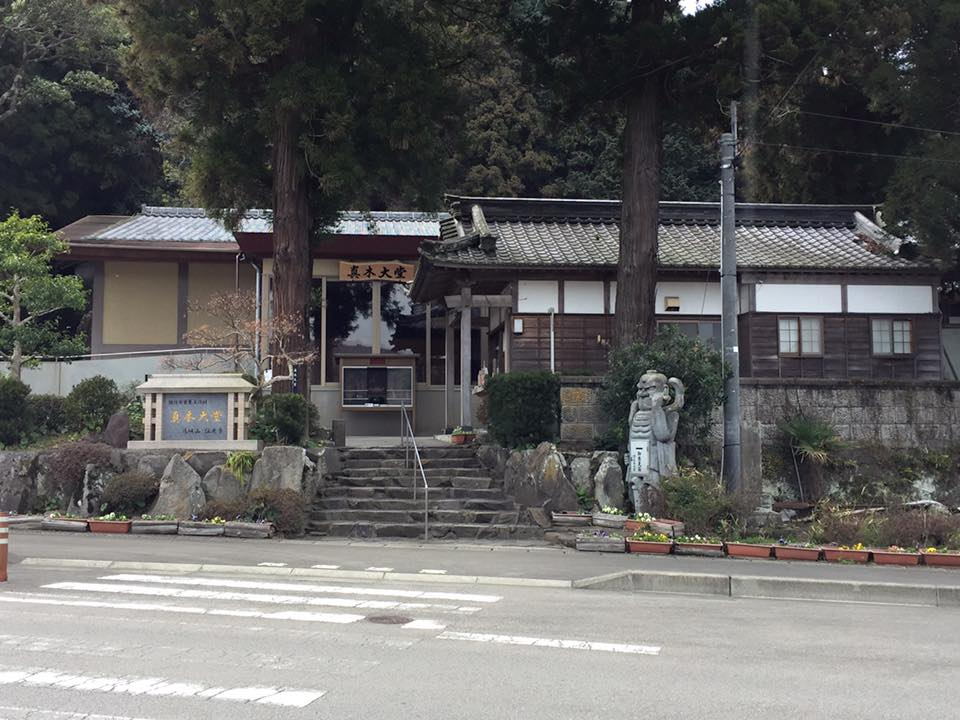
Maki Ōdō.

Maki Ōdō (真木大堂) est un temple historique situé à Bungotakada, préfecture d'Ōita au Japon. Les bâtiments actuels sont le hondō (bâtiment principal) de l'époque d'Edo et un hall d'exposition datant de 1955. À l’intérieur se trouvent neuf statues de l'époque de Heian désignées bien culturel important du Japon,.

## Statues
- Statue en bois d'Amitābha assis, (gohonzon du temple)[3],[4]
- Statue en bois de Daiitoku Myōō assis sur une vache[5]
- Triade de Fudō Myōō[6]
- Shi Tennō[7]